# Tüzet viszek (nagylemez)
A Tüzet viszek a Republic legsikeresebb stúdióalbuma 1995-ből, legnagyobb slágere a Szállj el, kismadár. A dalt az 1995-ös világbajnokság idején indulónak választotta a női kézilabda-válogatott, később pedig a „Madár” becenévre hallgató Erdei Zsolt bevonulózenéje lett a profi ökölvívó-mérkőzésein.
Első alkalommal közreműködött az együttes albumán a hegedűs Szabó András, aki ettől kezdve állandó vendég lett a koncerteken.

## Dalok
Valamennyi dal Cipő szerzeménye, kivéve, ahol a szerzőséget feltüntettük.
1. Napliget (instrumentális) (Tóth Zoltán)
2. Annál jobb ez, minél rosszabb
3. Szállj el kismadár
4. Csak a szívemen át
5. Furcsa magasban
6. Ha Neked jó, az nekem rossz
7. A csend beszél tovább
8. A legszebb, a legnagyobb
9. Varázsló és Indián (Patai Tamás–Bódi László)
10. Játssz egy kicsit a tűzzel (Patai Tamás–Bódi László)
11. Álmot ígér ez a hajnal (Tóth Zoltán–Bódi László)
12. Varázsolj a szívemmel
13. Holdvirág (instrumentális) (Patai Tamás)
14. Felhők (instrumentális) (Tóth Zoltán)

## Közreműködtek
- Tóth Zoltán – Gibson T1 gitár, akusztikus gitár, zongora, vokál
- Patai Tamás – Fender Stratocaster, Gibson Les Paul Custom gitárok, rézfúvósok, vokál
- Nagy László Attila – Sonor dobok, trambulin, ütőhangszerek, vokál
- Boros Csaba – Rickenbacker 4001 basszusgitár, vokál
- Cipő „Cipő” – ének, zongora
- Szabó András – hegedű
- Siklós György – Hammond orgona
- Szilágyi „Bigyó” László – vokál

## Videóklipek
- Szállj el kismadár
- Varázsolj a szívemmel
- A csend beszél tovább (2013, Bódi László emlékére)

## Toplistás szereplések
Az album 1995 37. hetében első helyen nyitott a Mahasz Top 40-es eladási listáján, tíz héten át vezette azt. Összesen 36 hetet töltött a listán.
A Szállj el kismadár egy alkalommal 3. helyen szerepelt a Top 10-es single listán.

## Díjak és jelölések
Arany Zsiráf 1996 – Az év hazai albuma – jelölés